# Ладіслау Ловренши
Ладіслау Ловренши (21 червня 1932 — 2011) — румунський академічний веслувальник.
Срібний призер Олімпійських Ігор 1988 року в складі розпашної четвірки зі стерновим, бронзовий призер 1972 року в складі розпашної двійки зі стерновим, учасник 1968, 1980 років.
Чемпіон світу 1970 року в складі розпашної двійки зі стерновим.
Бронзовий призер Чемпіонату Європи 1967 року в складі розпашної четвірки зі стерновим.